# Ateneo Paraguayo
El Ateneo Paraguayo es la institución de arte y cultura más antigua del Paraguay, y una de las más antiguas de Hispanoamérica. Su sede se encuentra en el microcentro de la ciudad de Asunción, capital de la República del Paraguay, y constituye un importante patrimonio cultural así como un sitio de interés turístico nacional.

## Historia
La Historia del Ateneo puede dividirse en tres épocas o periodos: 
- La primera época, o época del Ateneo decimonónico (1883-1889);
- la segunda época, o época del Instituto Paraguayo y el Gimnasio Paraguayo (1895-1933);[1] y
- la tercera época, o época contemporánea (1934-presente).[2]

### Primera época
El Ateneo Paraguayo fue fundado el 28 de julio de 1883, bajo el gobierno de Bernardino Caballero.

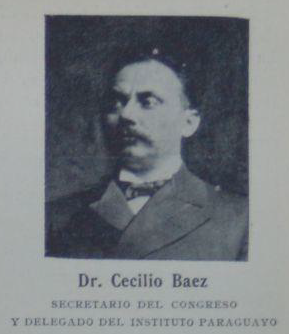

Su acta de fundación, de puño y letra de Cecilio Báez, lo suscribieron Ramón Zubizarreta, Guillermo Stewart, Benjamín Aceval, Antonio Codas, Adolfo P. Carranza, J. Nicolás González, Alejandro Audivert, Braulio Artecona, S. Cardozo, Abdón Álvarez, Juan Martín Yañis, Gerónimo Pereira Cazal, Adolfo Decoud, Leopoldo Gómez de Terán, José Billordo y Alfredo de Rocha Farías. Según el historiador paraguayo Carlos R. Centurión, el Ateneo poseía un vocero, la Revista del Ateneo Paraguayo, cuya colección es poco numerosa, ya que se conocen solo dos publicaciones del siglo XIX. La institución se disuelve en 1889 por desavenencias de índole política entre sus miembros, aunque ese mismo año, en sus salones, fue fundada la Universidad Nacional de Asunción.

### Segunda época
Siguiendo el modelo del Instituto de Francia, en julio de 1895 se funda el Instituto Paraguayo como reapertura del Ateneo. Con secciones de música, dibujo y pintura, gimnasia y una biblioteca, se convirtió en la institución de cultura más importante del Paraguay de finales del siglo XIX y principios del XX. La Revista del Instituto Paraguayo constituye una de las publicaciones más importantes del país. Por sus aulas pasaron Agustín Pío Barrios, José Asunción Flores, Juan Anselmo Samudio, Jaime Bestard, Pablo Alborno y Juan E. O'Leary, entre otros.
Siguiendo el modelo del Gimnasio alemán, un grupo de jóvenes que estudiaron en el extranjero fundaron en 1913 el Gimnasio Paraguayo, alcanzando gran preeminencia desde finales de la década de 1910 hasta inicios de la década de 1930.

### Tercera época
En 1933, en plena guerra del Chaco, el Gimnasio Paraguayo y el Instituto Paraguayo se fusionan bajo el nombre de Ateneo Paraguayo. 
Por el Ateneo han pasado los más altos exponentes del arte paraguayo. Actualmente, es un centro de formación pedagógico musical y en él funciona el Centro de Investigación Musical Juan Max Boettner, fundado en 2018. Su actual presidente es el profesor Álvaro Morel Aquino, pedagogo que introdujo el método Suzuki en el Paraguay.